# Terytorium zależne
Terytorium zależne – ogólne określenie obszarów znajdujących się pod różnymi formami zależności politycznej od jakiegoś państwa lub innego podmiotu prawa międzynarodowego. Terytoriami zależnymi są lub były: kolonie, departamenty zamorskie i terytoria zamorskie, kondominia, protektoraty, terytoria mandatowe i powiernicze, terytoria stowarzyszone, australijskie terytoria zewnętrzne, dependencje, terytoria nieinkorporowane i inne.

## Terytoria zależne istniejące obecnie

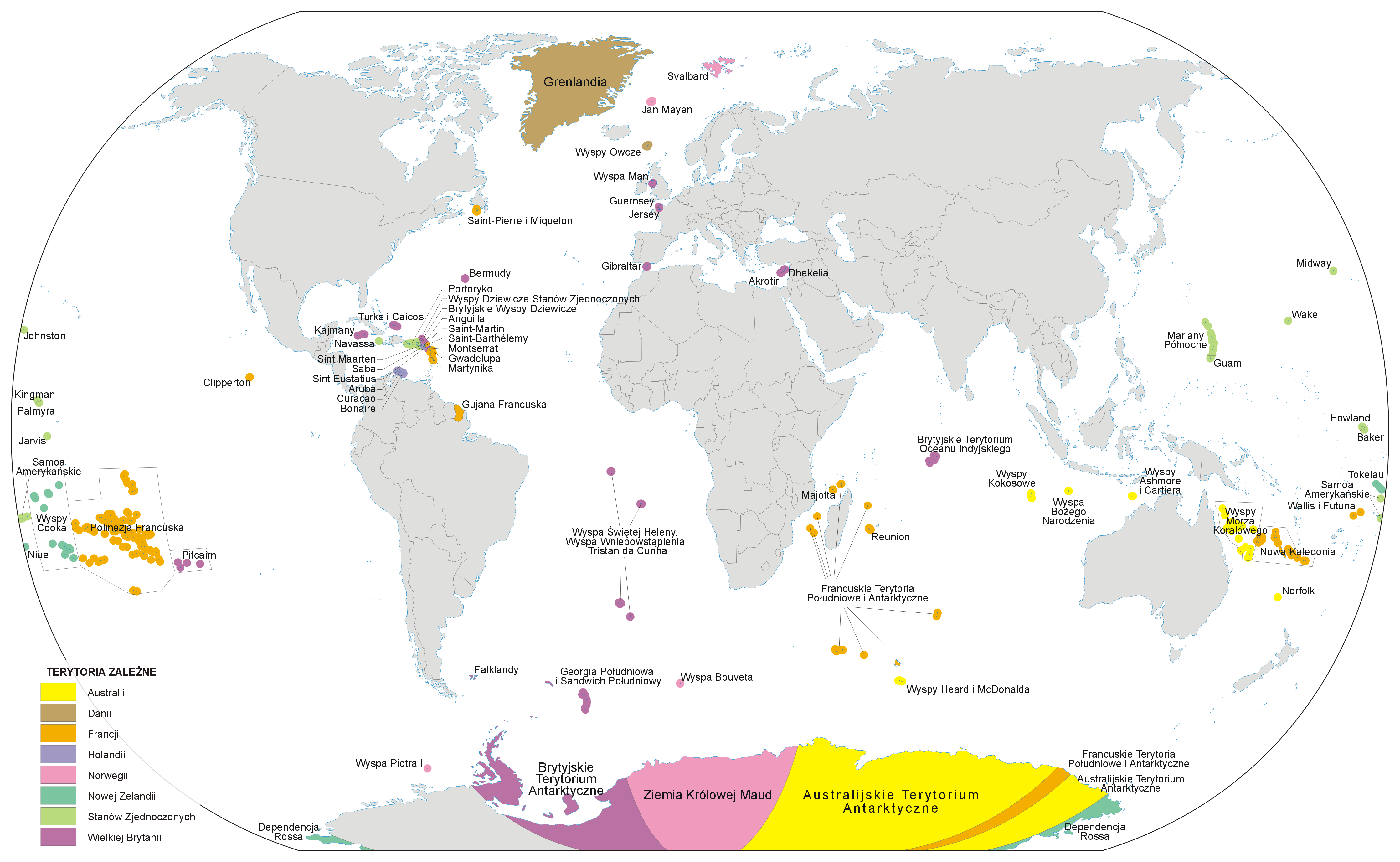
Terytoria zależne świata w 2011 r.

Nie ma kryteriów pozwalających w każdym przypadku jednoznacznie rozstrzygnąć, czy dany obszar stanowi terytorium zależne, czy jest integralną częścią jakiegoś państwa. Lista terytoriów niesamodzielnych ONZ liczy tylko 17 pozycji, natomiast w oficjalnych wykazach terytoriów zamorskich poszczególnych państw uwzględnianych jest znacznie więcej takich jednostek. Ustalając, czy dany obszar jest terytorium zależnym, należy brać również pod uwagę jego oddalenie od kraju macierzystego i szczególny status administracyjny. Lista poniżej obejmuje 69 terytoriów zależnych, istniejących zgodnie z ustaleniami Komisji Standaryzacji Nazw Geograficznych poza Granicami Rzeczypospolitej Polskiej oraz Ministerstwa Spraw Zagranicznych Polski. 
Amerykański Departament Stanu wymienia 64 terytoria zależne – w odróżnieniu od polskiej listy nie wymienia osobno terytoriów antarktycznych (wymienia łącznie Antarktydę) i trzech gmin zamorskich Holandii (Bonaire, Saba, Sint Eustatius), wymienia zaś dodatkowo jako terytoria zależne Makau i Hongkong. 
W wykazie Unii Europejskiej również wymieniono łącznie Antarktydę, pominięto zamorskie gminy Holandii i dodano Hongkong i Makau, ponadto drobne terytoria amerykańskie wymieniono jako jedno o nazwie Małe Oddalone Wyspy Stanów Zjednoczonych, dwa terytoria norweskie wymieniono jako jedno o nazwie Svalbard i Jan Mayen oraz jako osobne terytorium wymieniono Wyspy Alandzkie. Wykaz UE jest zbieżny z wykazem ISO, dwie różnice to uwzględnienie przez ISO trzech gmin zamorskich Holandii, które potraktowano jako jedno terytorium o nazwie Bonaire, Sint Eustatius i Saba, oraz pominięcie francuskiego terytorium Wyspa Clippertona.
W rubryce „Data utworzenia” podano rok utworzenia posiadłości – pominięto tu krótkie okresy administracji przez inne państwa; w przypadku dłuższego administrowania przez obecną metropolię podano datę wydzielenia jako osobnego terytorium.
| Państwo kontrolujące | Nazwa terytorium                                                         | Data utworzenia | Wcześniejszy status Zmiany statusu od czasu utworzenia terytorium |
| -------------------- | ------------------------------------------------------------------------ | --------------- | --- |
| Australia            | Australijskie Terytorium Antarktyczne                                    | 1933            | terytorium brytyjskie |
| Australia            | Norfolk – Terytorium Wyspy Norfolk                                       | 1914            | terytorium Nowej Południowej Walii |
| Australia            | Wyspa Bożego Narodzenia – Terytorium Wyspy Bożego Narodzenia             | 1958            | terytorium brytyjskiego Singapuru |
| Australia            | Wyspy Ashmore i Cartiera – Terytorium Wysp Ashmore i Cartiera            | 1978            | część Terytorium Północnego |
| Australia            | Wyspy Heard i McDonalda – Terytorium Wysp Heard i McDonalda              | 1947            | terytorium brytyjskie |
| Australia            | Wyspy Kokosowe – Terytorium Wysp Kokosowych (Keelinga)                   | 1955            | terytorium brytyjskiego Singapuru |
| Australia            | Wyspy Morza Koralowego – Terytorium Wysp Morza Koralowego                | 1969            | część australijskiego stanu Queensland |
| Dania                | Grenlandia                                                               | 1380            | posiadłość korony norweskiej; od 1380 posiadłość duńskiej Norwegii; od 1814 posiadłość Danii; od 1979 terytorium autonomiczne                                                                                 |
| Dania                | Wyspy Owcze                                                              | 1380            | posiadłość korony norweskiej; od 1380 posiadłość duńskiej Norwegii; od 1814 posiadłość Danii; od 1948 terytorium autonomiczne                                                                                 |
| Francja              | Francuskie Terytoria Południowe i Antarktyczne                           | 1955            | dependencja Madagaskaru |
| Francja              | Gujana Francuska                                                         | 1643            | obszar bez przynależności państwowej; od 1946 departament zamorski |
| Francja              | Gwadelupa                                                                | 1775            | część Antyli Francuskich; od 1946 departament zamorski |
| Francja              | Majotta                                                                  | 1975            | część francuskich Komorów; od 2003 zbiorowość zamorska; od 2011 departament zamorski |
| Francja              | Martynika                                                                | 1783            | część Antyli Francuskich; od 1946 departament zamorski |
| Francja              | Nowa Kaledonia                                                           | 1853            | obszar bez przynależności państwowej; od 1946 terytorium zamorskie, od 1999 specjalny status |
| Francja              | Polinezja Francuska                                                      | 1842–1888       | obszar bez przynależności państwowej (lokalne królestwa na poszczególnych wyspach); od 1946 terytorium zamorskie jako Francuskie Posiadłości w Oceanii, od 1957 pod obecną nazwą, od 2003 zbiorowość zamorska |
| Francja              | Reunion                                                                  | 1642            | obszar bez przynależności państwowej; od 1665 posiadłość Francuskiej Kompanii Wschodnioindyjskiej, od 1764 kolonia, od 1946 departament zamorski                                                              |
| Francja              | Saint-Barthélemy – Wspólnota Saint-Barthélemy                            | 2007            | część Gwadelupy |
| Francja              | Saint-Martin – Wspólnota Saint-Martin                                    | 2007            | część Gwadelupy |
| Francja              | Saint-Pierre i Miquelon – Wspólnota Terytorialna Saint-Pierre i Miquelon | 1763            | część brytyjskiej Nowej Szkocji; od 1946 terytorium zamorskie, od 1976 departament zamorski, od 1985 zbiorowość terytorialna, a od 2003 zbiorowość zamorska                                                   |
| Francja              | Wallis i Futuna – Terytorium Wysp Wallis i Futuna                        | 1961            | dependencja Nowej Kaledonii; od 1961 terytorium zamorskie, od 2003 zbiorowość zamorska |
| Francja              | Wyspa Clippertona                                                        | 1935            | część Kolonii Oceanii |
| Holandia             | Aruba                                                                    | 1986            | część Antyli Holenderskich |
| Holandia             | Bonaire                                                                  | 2010            | część Antyli Holenderskich |
| Holandia             | Curaçao – Kraj Curaçao                                                   | 2010            | część Antyli Holenderskich |
| Holandia             | Saba                                                                     | 2010            | część Antyli Holenderskich |
| Holandia             | Sint Eustatius                                                           | 2010            | część Antyli Holenderskich |
| Holandia             | Sint Maarten                                                             | 2010            | część Antyli Holenderskich |
| Norwegia             | Jan Mayen                                                                | 1922            | obszar bez przynależności państwowej |
| Norwegia             | Svalbard                                                                 | 1920            | obszar bez przynależności państwowej |
| Norwegia             | Wyspa Bouveta                                                            | 1928            | terytorium brytyjskie |
| Norwegia             | Wyspa Piotra I                                                           | 1930            | obszar bez przynależności państwowej |
| Norwegia             | Ziemia Królowej Maud                                                     | 1938            | obszar bez przynależności państwowej |
| Nowa Zelandia        | Dependencja Rossa                                                        | 1923            | terytorium brytyjskie |
| Nowa Zelandia        | Niue                                                                     | 1903            | część Wysp Cooka; od 1974 terytorium stowarzyszone |
| Nowa Zelandia        | Tokelau                                                                  | 1949            | część brytyjskiej kolonii Wyspy Gilberta i Ellice |
| Nowa Zelandia        | Wyspy Cooka                                                              | 1901            | część Brytyjskich Terytoriów Zachodniego Pacyfiku; od 1965 terytorium stowarzyszone |
| Stany Zjednoczone    | Baker                                                                    | 1857            | obszar bez przynależności państwowej |
| Stany Zjednoczone    | Guam – Terytorium Guamu                                                  | 1898            | część hiszpańskich Filipin |
| Stany Zjednoczone    | Howland                                                                  | 1857            | obszar bez przynależności państwowej |
| Stany Zjednoczone    | Jarvis                                                                   | 1858            | obszar bez przynależności państwowej |
| Stany Zjednoczone    | Johnston                                                                 | 1858            | obszar bez przynależności państwowej |
| Stany Zjednoczone    | Kingman                                                                  | 1922            | obszar bez przynależności państwowej |
| Stany Zjednoczone    | Mariany Północne – Wspólnota Marianów Północnych                         | 1978            | część Powierniczych Wysp Pacyfiku |
| Stany Zjednoczone    | Midway                                                                   | 1867            | obszar bez przynależności państwowej |
| Stany Zjednoczone    | Navassa                                                                  | 1857            | obszar bez przynależności państwowej |
| Stany Zjednoczone    | Palmyra                                                                  | 1959            | część amerykańskiego Terytorium Hawajów |
| Stany Zjednoczone    | Portoryko – Wspólnota Portoryka, Wolne Stowarzyszone Państwo Portoryko   | 1898            | kolonia Hiszpanii; od 1917 terytorium Stanów Zjednoczonych, od 1952 terytorium stowarzyszone ze Stanami Zjednoczonymi                                                                                         |
| Stany Zjednoczone    | Samoa Amerykańskie – Terytorium Samoa Amerykańskiego                     | 1899            | obszar bez przynależności państwowej (lokalne królestwa) |
| Stany Zjednoczone    | Wake                                                                     | 1898            | terytorium hiszpańskie |
| Stany Zjednoczone    | Wyspy Dziewicze Stanów Zjednoczonych                                     | 1917            | posiadłość Danii |
| Wielka Brytania      | Akrotiri                                                                 | 1960            | część brytyjskiego Cypru |
| Wielka Brytania      | Anguilla                                                                 | 1980            | część brytyjskiego terytorium Saint Kitts-Nevis-Anguilla |
| Wielka Brytania      | Bermudy                                                                  | 1612            | obszar bez przynależności państwowej; od 1612 kolonia Kompanii Wirginijskiej, od 1615 kolonia Somers Isles Company, od 1684 kolonia korony, a od 2002 terytorium zamorskie                                    |
| Wielka Brytania      | Brytyjskie Terytorium Antarktyczne                                       | 1962            | 3 dependencje Falklandów: Ziemia Grahama, Orkady Południowe, Szetlandy Południowe |
| Wielka Brytania      | Brytyjskie Terytorium Oceanu Indyjskiego                                 | 1965            | część Mauritiusu |
| Wielka Brytania      | Brytyjskie Wyspy Dziewicze                                               | 1871            | część brytyjskiej kolonii Saint Christopher, Nevis, Anguilla i Wyspy Dziewicze; w latach 1871–1958 część Federacji Wysp Podwietrznych, a w latach 1958–1962 część Federacji Indii Zachodnich                  |
| Wielka Brytania      | Dhekelia                                                                 | 1960            | część brytyjskiego Cypru |
| Wielka Brytania      | Falklandy                                                                | 1833            | |
| Wielka Brytania      | Georgia Południowa i Sandwich Południowy                                 | 1985            | dependencja Falklandów |
| Wielka Brytania      | Gibraltar                                                                | 1713            | część Hiszpanii; od 1830 roku kolonia, a od 2002 terytorium zamorskie |
| Wielka Brytania      | Guernsey – Baliwat Guernsey                                              | 1204            | część Księstwa Normandii |
| Wielka Brytania      | Jersey – Baliwat Jersey                                                  | 1487            | część Guernsey |
| Wielka Brytania      | Kajmany                                                                  | 1959            | dependencja Jamajki; w latach 1959–1962 część Federacji Indii Zachodnich |
| Wielka Brytania      | Montserrat                                                               | 1832            | część brytyjskiej kolonii Antigua-Barbuda-Montserrat; w latach 1871–1958 część Federacji Wysp Podwietrznych, a w latach 1958–1962 część Federacji Indii Zachodnich                                            |
| Wielka Brytania      | Pitcairn – Wyspy Pitcairn, Henderson, Ducie i Oeno                       | 1952            | część Brytyjskich Terytoriów Zachodniego Pacyfiku; do 1970 administrowany z Fidżi |
| Wielka Brytania      | Turks i Caicos                                                           | 1959            | dependencja Jamajki (w latach 1848–1873 jako samodzielna kolonia); w latach 1959–1962 część Federacji Indii Zachodnich                                                                                        |
| Wielka Brytania      | Wyspa Man                                                                | 1333            | część Królestwa Szkocji; od 1399 Dependencja korony brytyjskiej |
| Wielka Brytania      | Wyspa Świętej Heleny, Wyspa Wniebowstąpienia i Tristan da Cunha          | 1659            | posiadłość Holandii; do 1834 posiadłość Brytyjskiej Kompanii Wschodnioindyjskiej; następnie kolonia, a od 2002 terytorium zamorskie                                                                           |

## Terytoria historyczne (istniejące w XX i XXI wieku)
W rubryce potem/obecnie zaznaczono późniejsze zmiany statusu terytorium – w rubryce tej terytoria zależne oznaczono kursywą, państwa niezależne – grubszą czcionką, a państwa nieuznawane – pogrubioną kursywą.
| Posiadłości           | Nazwa terytorium                                                     | W latach              | Potem / Obecnie                                                                                |
| Europa                | Europa                                                               | Europa                | Europa                                                                                         |
| --------------------- | -------------------------------------------------------------------- | --------------------- | ---------------------------------------------------------------------------------------------- |
| brytyjskie            | Malta                                                                | 1815–1964             | Malta                                                                                          |
| duńskie               | Islandia                                                             | 1814–1918/44          | Islandia                                                                                       |
| francuskie            | Saara                                                                | 1947-56               | część Republiki Federalnej Niemiec                                                             |
| włoskie               | Albania                                                              | 1939–1943             | Albania                                                                                        |
| włoskie               | Dodekanez                                                            | 1912 – 1943           | część Grecji                                                                                   |
| Azja                  |                                                                      |                       |                                                                                                |
| brytyjskie            | Aden (kolonia i protektorat)                                         | 1839-1963             | Federacja Arabii Południowej (bryt.), Protektorat Arabii Południowej (bryt.)                   |
| brytyjskie            | Bahrajn                                                              | 1880–1971             | Bahrajn                                                                                        |
| brytyjskie            | Bhutan                                                               | 1910–49               | Bhutan                                                                                         |
| brytyjskie            | Birma Brytyjska                                                      | 1937–1948             | Mjanma                                                                                         |
| brytyjskie            | Brunei                                                               | 1888–1984             | Brunei                                                                                         |
| brytyjskie            | Cejlon                                                               | 1802–1948             | Sri Lanka                                                                                      |
| brytyjskie            | Cypr                                                                 | 1925–1960             | Cypr, Akrotiri i Dhekelia (br.), Cypr Północny                                                 |
| brytyjskie            | Federacja Arabii Południowej                                         | 1962-1967             | Jemen Płd. ob. Jemen                                                                           |
| brytyjskie            | Hongkong                                                             | 1898–1997             | część ChRL                                                                                     |
| brytyjskie            | Indie Brytyjskie                                                     | poł. XVIII w.–1947    | Birma Brytyjska, Indie, Pakistan, 1971 ⇒ Bangladesz                                            |
| brytyjskie            | Irak                                                                 | 1920–1932             | Irak                                                                                           |
| brytyjskie            | Katar                                                                | –1971                 | Katar                                                                                          |
| brytyjskie            | Kuwejt                                                               | 1914–1961             | Kuwejt                                                                                         |
| brytyjskie            | Malaje                                                               | XIX w.–1957           | Malezja                                                                                        |
| brytyjskie            | Malediwy                                                             | –1965                 | Malediwy                                                                                       |
| brytyjskie            | Maskat i Oman                                                        | koniec XIX w.–1971    | Oman                                                                                           |
| brytyjskie            | Oman Traktatowy                                                      | koniec XIX w.–1971    | Zjednoczone Emiraty Arabskie                                                                   |
| brytyjskie            | Palestyna                                                            | 1922–48               | Izrael, Jordania, Egipt (Strefa Gazy), ob. Autonomia Palestyńska                               |
| brytyjskie            | Protektorat Arabii Południowej                                       | 1963-67               | Jemen Płd. ob. Jemen                                                                           |
| brytyjskie            | Sabah (Borneo Północne)                                              | XIX w.–1963           | Malezja                                                                                        |
| brytyjskie            | Sarawak                                                              | XIX w.–1963           | Malezja                                                                                        |
| brytyjskie            | Sikkim                                                               | 1861–1947             | Sikkim (ind.)                                                                                  |
| brytyjskie            | Singapur                                                             | 1824–1963             | 1963–65 – Malezja, od 1965 – Singapur, Wyspy Kokosowe (aust.), Wyspa Bożego Narodzenia (aust.) |
| brytyjskie            | Transjordania                                                        | 1921–46               | Jordania                                                                                       |
| brytyjskie            | Weihaiwei                                                            | 1898–1930             | część ChRL                                                                                     |
| francuskie            | Chandernagore, Karikal, Mahé, Pondichéry i Yanaon = Indie Francuskie | -1954                 | część Indii                                                                                    |
| francuskie            | Indochiny Francuskie                                                 | poł. XIX w. – 1945/53 | 1945 – Laos, Wietnam, Guangzhouwan do Chin; 1953 – Kambodża                                    |
| francuskie            | Kraj Hatay                                                           |                       | część Turcji                                                                                   |
| francuskie            | Liban                                                                | 1920–43               | Liban                                                                                          |
| francuskie            | Syria                                                                | 1920–43               | Syria                                                                                          |
| indyjskie             | Sikkim                                                               | 1950–75               | część Indii (stan Sikkim)                                                                      |
| japońskie             | Formoza                                                              | 1895–1945             | Republika Chińska                                                                              |
| japońskie             | Korea                                                                | 1910–45               | Korea Północna i Południowa                                                                    |
| japońskie             | Kuryle                                                               |                       | część Rosji                                                                                    |
| japońskie             | Mandżukuo                                                            | 1932–45               | część ChRL                                                                                     |
| japońskie             | Port Artur                                                           | 1905–45               | część ChRL                                                                                     |
| holenderskie          | Holenderskie Indie Wschodnie                                         | XVIII w.–1945         | Indonezja, Nowa Gwinea Holenderska                                                             |
| niemieckie            | Jiaozhou                                                             | 1897–1921             | część ChRL                                                                                     |
| portugalskie          | Diu, Daman, Goa = Indie Portugalskie                                 | XVI w.–1961           | część Indii                                                                                    |
| portugalskie          | Makau                                                                | 1887–1999             | część ChRL                                                                                     |
| portugalskie          | Timor Portugalski                                                    | 1661–1975             | 1975–2002 – część Indonezji; od 2002 – Timor Wschodni                                          |
| Stanów Zjedn.         | Filipiny                                                             | 1898-1946             | Filipiny                                                                                       |
| chińskie              | Mongolia Zewnętrzna                                                  | XVII w. – 1921–24     | Mongolia                                                                                       |
| Afryka                |                                                                      |                       |                                                                                                |
| belgijskie            | Kongo Belgijskie                                                     | 1884/1908-60          | Zair ⇒ Dem. Rep. Konga                                                                         |
| belgijskie            | Ruanda-Urundi                                                        | 1922–62               | Rwanda i Burundi                                                                               |
| brytyjskie            | Basuto                                                               | 1868–1966             | Lesotho                                                                                        |
| brytyjskie            | Beczuana                                                             | 1885–1966             | Botswana                                                                                       |
| brytyjskie            | Brytyjska Afryka Wschodnia                                           | 1895–1920             | Kenia (br.)                                                                                    |
| brytyjskie            | Mauritius                                                            | 1814–1968             | Bryt. Teryt. O. Indyjskiego i Mauritius                                                        |
| brytyjskie            | Egipt                                                                | 1880–1922             | Egipt                                                                                          |
| brytyjskie            | Federacja Rodezji i Niasy                                            | 1953–1963             | Malawi, Zambia, Rodezja                                                                        |
| brytyjskie            | Gambia                                                               | 1816–1965             | Gambia                                                                                         |
| brytyjskie            | Kamerun Brytyjski                                                    | 1916–1961             | część Kamerunu i Nigerii                                                                       |
| brytyjskie            | Kenia                                                                | 1920–1963             | Kenia                                                                                          |
| brytyjskie            | Kraj Przylądkowy                                                     | –1910                 | Związek Południowej Afryki = RPA                                                               |
| brytyjskie            | Natal                                                                | –1910                 | Związek Południowej Afryki = RPA                                                               |
| brytyjskie            | Niasa                                                                | 1891–1953             | Fed. Rodezji i Niasy                                                                           |
| brytyjskie            | Nigeria                                                              | 1861–1960             | Nigeria                                                                                        |
| brytyjskie            | Orania                                                               | –1910                 | Związek Południowej Afryki = RPA                                                               |
| brytyjskie            | Rodezja                                                              | 1964–80               | Zimbabwe                                                                                       |
| brytyjskie            | Rodezja Południowa                                                   | 1923–53               | Fed. Rodezji i Niasy                                                                           |
| brytyjskie            | Rodezja Północna                                                     | 1924–53               | Fed. Rodezji i Niasy                                                                           |
| brytyjskie            | Seszele                                                              | 1814–1976             | Seszele                                                                                        |
| brytyjskie            | Sierra Leone                                                         | 1808–1961             | Sierra Leone                                                                                   |
| brytyjskie            | Somali Brytyjskie                                                    | 1887–1960             | płn. część Somalii, 1991 ⇒ Somaliland                                                          |
| brytyjskie            | Suazi                                                                | 1903–68               | Eswatini                                                                                       |
| brytyjskie            | Sudan Anglo-Egipski                                                  | 1899–1956             | Sudan                                                                                          |
| brytyjskie            | Tanganika                                                            | 1919–1961             | Tanganika, od 1964 Tanzania                                                                    |
| brytyjskie            | Togo Brytyjskie                                                      | 1922–1956             | Złote Wybrzeże                                                                                 |
| brytyjskie            | Transwal                                                             | –1910                 | Związek Południowej Afryki = RPA                                                               |
| brytyjskie            | Uganda                                                               | 1890–1962             | Uganda                                                                                         |
| brytyjskie            | Walvis Bay                                                           | 1884–1910             | część Związku Południowej Afryki = RPA; ob. część Namibii                                      |
| brytyjskie            | Zanzibar                                                             | 1890–1963             | Zanzibar, od 1964 Tanzania                                                                     |
| brytyjskie            | Złote Wybrzeże                                                       | 1901–57               | Ghana                                                                                          |
| francuskie            | Algieria Francuska                                                   | 1830–1962             | Algieria                                                                                       |
| francuskie            | Francuska Afryka Równikowa                                           | 1910-58/60            | Czad, Rep. Środkowoafr., Kongo, Gabon                                                          |
| francuskie            | Francuska Afryka Zachodnia                                           | 1904-58/60            | Senegal, Mauretania, Mali, Niger, Benin, Burkina Faso, Wyb. Kości Sł., Gwinea                  |
| francuskie            | Fr. Teryt. Afarów i Isów                                             | 1967–77               | Dżibuti                                                                                        |
| francuskie            | Kamerun Francuski                                                    | 1916–60               | Kamerun                                                                                        |
| francuskie            | Komory                                                               | 1886–1975             | Komory i Majotta (fr.)                                                                         |
| francuskie            | Madagaskar                                                           | 1896–1960             | Francuskie Terytoria Południowe i Antarktyczne i Madagaskar                                    |
| francuskie            | Maroko                                                               | 1912–1956             | Maroko                                                                                         |
| francuskie            | Somali Francuskie                                                    | 1896–1967             | Fr. Tery. Afarów i Isów                                                                        |
| francuskie            | Togo Francuskie                                                      | 1922–1960             | Togo                                                                                           |
| francuskie            | Tunezja                                                              | 1881–1956             | Tunezja                                                                                        |
| hiszpańskie           | Gwinea Hiszpańska (Rio Muni i Fernando Po)                           | XVIII w.–1968         | Gwinea Równikowa                                                                               |
| hiszpańskie           | Maroko Hiszpańskie                                                   | 1912-1956/58          | Maroko, Ifni (hiszp.)                                                                          |
| hiszpańskie           | Ifni                                                                 | 1958-1969             | Maroko                                                                                         |
| hiszpańskie           | Rio de Oro/Sahara Hiszpańska                                         | 1884–1975             | Sahara Zachodnia                                                                               |
| niemieckie            | Kamerun Niemiecki                                                    | 1884–1916             | Kamerun Brytyjski i Francuski                                                                  |
| niemieckie            | Niemiecka Afryka Wschodnia                                           |                       | Tanganika (br.) i Ruanda-Urundi (belg.)                                                        |
| niemieckie            | Niemiecka Afryka Płd.-Zach.                                          | 1884-1915             | Afryka Płd.-Zach. (Zw.Pd.Afr.)                                                                 |
| niemieckie            | Togo (do 1905 jako Togoland)                                         | 1884–1914             | Togo Brytyjskie i Togo Francuskie                                                              |
| południowoafrykańskie | Afryka – Płd.-Zach                                                   | 1915-1990             | Namibia                                                                                        |
| portugalskie          | Angola i Kabinda                                                     | –1975                 | Angola                                                                                         |
| portugalskie          | Gwinea Portugalska                                                   | –1973                 | Gwinea Bissau                                                                                  |
| portugalskie          | Portugalska Afryka Wschodnia                                         | –1975                 | Mozambik                                                                                       |
| portugalskie          | Wyspy Zielonego Przylądka                                            | 1456–1975             | Republika Zielonego Przylądka                                                                  |
| portugalskie          | Wyspy Świętego Tomasza i Książęca                                    | –1975                 | Wyspy Świętego Tomasza i Książęca                                                              |
| włoskie               | Erytrea Włoska                                                       | 1890–1936             | Włoska Afryka Wschodnia                                                                        |
| włoskie               | Libia Włoska                                                         | 1912–51               | Libia                                                                                          |
| włoskie               | Somali Włoskie                                                       | 1905–36               | Włoska Afryka Wschodnia                                                                        |
| włoskie               | Powiernicze Terytorium Somalii                                       | 1950–60               | część Somalii                                                                                  |
| włoskie               | Włoska Afryka Wschodnia                                              | 1935–41               | Abisynia i Powiernicze Terytorium Somalii                                                      |
| strefa międzynarodowa | Tanger                                                               | 1912-56/60            | część Maroka                                                                                   |
| Ameryka               |                                                                      |                       |                                                                                                |
| brytyjskie            | Antigua                                                              | 1632–1981             | Antigua i Barbuda                                                                              |
| brytyjskie            | Bahama                                                               | 1717–1973             | Bahamy                                                                                         |
| brytyjskie            | Barbados                                                             | 1652–1966             | Barbados                                                                                       |
| brytyjskie            | Dominika                                                             | 1783–1978             | Dominika                                                                                       |
| brytyjskie            | Grenada                                                              | 1783–1974             | Grenada                                                                                        |
| brytyjskie            | Gujana Brytyjska                                                     | 1831–1966             | Gujana                                                                                         |
| brytyjskie            | Honduras Brytyjski                                                   | 1783–1981             | Belize                                                                                         |
| brytyjskie            | Jamajka                                                              | poł. XVII w.–1962     | Jamajka, Kajmany (br.), Turks i Caicos (br.)                                                   |
| brytyjskie            | Nowa Fundlandia                                                      | 1763-1949             | część Kanady                                                                                   |
| brytyjskie            | Saint Christopher – Nevis – Anguilla                                 | 1713–1980/83          | Saint Kitts i Nevis, Anguilla (br.)                                                            |
| brytyjskie            | Saint Lucia                                                          | 1803–1979             | Saint Lucia                                                                                    |
| brytyjskie            | Saint Vincent                                                        | XVIII w.–1979         | Saint Vincent i Grenadyny                                                                      |
| brytyjskie            | Trynidad i Tobago                                                    | 1888–1962             | Trynidad i Tobago                                                                              |
| duńskie               | Duńskie Indie Zachodnie                                              | 1672-1917             | Wyspy Dziewicze Stanów Zjednoczonych                                                           |
| holenderskie          | Gujana Holenderska                                                   | 1667–1975             | Surinam                                                                                        |
| holenderskie          | Antyle Holenderskie                                                  | 1954–2010             | Aruba, Bonaire, Curaçao, Saba, Sint Eustatius, Sint Maarten                                    |
| Stanów Zjedn.         | Alaska                                                               | 1867–1959             | część Stanów Zjednoczonych (stan)                                                              |
| Stanów Zjedn.         | Str. Kan. Panamskiego                                                | 1903-79/99            | część Panamy                                                                                   |
| Australia i Oceania   |                                                                      |                       |                                                                                                |
| australijskie         | Nauru                                                                | 1919–1968             | Nauru                                                                                          |
| australijskie         | Nowa Gwinea Australijska                                             | 1914–49               | Papua-Nowa Gwinea                                                                              |
| australijskie         | Papua                                                                | 1905–49               | Papua-Nowa Gwinea                                                                              |
| australijskie         | Papua-Nowa Gwinea                                                    | 1949–75               | Papua-Nowa Gwinea                                                                              |
| brytyjskie            | Br. W-y Salomona                                                     | 1893–1978             | Wyspy Salomona                                                                                 |
| brytyjskie            | Fidżi                                                                | 1874–1970             | Fidżi                                                                                          |
| brytyjskie            | Norfolk                                                              | 1788–1914             | Norfolk (aust.)                                                                                |
| brytyjskie            | Papua                                                                | 1884–1905             | Papua (aust.)                                                                                  |
| brytyjskie            | Tokelau                                                              | 1877–1926             | Tokelau (n.-zel.)                                                                              |
| brytyjskie            | Tonga                                                                | 1900–70               | Tonga                                                                                          |
| brytyjskie            | Wyspy Cooka                                                          | 1888–1901             | Wyspy Cooka (n.-zel.) i Niue (n.-zel.)                                                         |
| brytyjskie            | W-y Gilberta i Lagunowe                                              | 1916–76               | W-y Gilberta, W-y Lagunowe                                                                     |
| brytyjskie            | Wyspy Gilberta                                                       | 1976–79               | Kiribati                                                                                       |
| brytyjskie            | Wyspy Lagunowe                                                       | 1976–78               | Tuvalu                                                                                         |
| kondominium br. i am. | Canton i Enderbury                                                   | 1939–79               | część Kiribati                                                                                 |
| kondominium br. i fr. | Nowe Hebrydy                                                         | 1906–80               | Vanuatu                                                                                        |
| holenderskie          | Nowa Gwinea Holenderska                                              | 1945-62               | Zarząd ONZ ⇒ 1963 Irian Zachodni, Indonezja                                                    |
| japońskie             | Karoliny                                                             | 1920-44/47            | Powiernicze Wyspy Pacyfiku (St.Zj.)                                                            |
| japońskie             | Mariany                                                              | 1920-44/47            | Powiernicze Wyspy Pacyfiku (St.Zj.)                                                            |
| japońskie             | Wyspy Marshalla                                                      | 1920-44/47            | Powiernicze Wyspy Pacyfiku (St.Zj.)                                                            |
| niemieckie            | Karoliny                                                             | 1899–1920             | Karoliny (jap.)                                                                                |
| niemieckie            | Mariany                                                              |                       | Mariany (jap.)                                                                                 |
| niemieckie            | Nauru                                                                | 1888–1914             | Nauru (br., aust., n.-zel.)                                                                    |
| niemieckie            | Samoa Niemieckie                                                     | 1900-1914             | Samoa Zachodnie (n.-zel.)                                                                      |
| niemieckie            | Wyspy Marshalla                                                      |                       | Wyspy Marshalla (jap.)                                                                         |
| niemieckie            | Ziemia Cesarza Wilhelma                                              | 1884–1914             | Nowa Gwinea Australijska                                                                       |
| nowozelandzkie        | Samoa Zachodnie                                                      | 1914-62               | Samoa Zachodnie ob. Samoa                                                                      |
| Stanów Zjedn.         | Hawaje                                                               | 1898–1959             | część Stanów Zjednoczonych (stan), Palmyra                                                     |
| Stanów Zjedn.         | Powiernicze Wyspy Pacyfiku                                           | 1947-90/94            | Palau, Mikronezja, Wyspy Marshalla, Mariany Płn. (St. Zj.)                                     |

## Terytoria pod zwierzchnictwem Polski
W rubryce potem/obecnie zaznaczono późniejsze zmiany statusu terytorium – w rubryce tej
terytoria zależne oznaczono kursywą, a państwa niezależne – grubszą czcionką.
| Posiadłości | Nazwa terytorium         | W latach                | Potem / Obecnie                                                                              |
| ----------- | ------------------------ | ----------------------- | -------------------------------------------------------------------------------------------- |
| Europa      | Lenna Polski             | 1119–1795 (z przerwami) | Polska, Rosja, Rumunia, Ukraina, Litwa, Łotwa, Białoruś, Niemcy, Słowacja, Mołdawia, Estonia |
| Afryka      | Wyspa Świętego Andrzeja1 | 1651–1659               | Gambia, James Island                                                                         |
| Afryka      | Wyspa Świętej Marii1     | 1651–1664?<             | Gambia, Bandżul                                                                              |
| Afryka      | Fort Jillifree1          | 1651–1664?<             | Gambia, Jufureh                                                                              |
| Ameryka     | Nowa Kurlandia1          | 1654–1690               | Trynidad i Tobago                                                                            |

1 Kolonia Kurlandii i Semigalii – lenna Rzeczypospolitej (Czy Rosja uczestniczyła w pierwszym rozbiorze Polski, czyli co zaborcy zabrali Polsce w trzech rozbiorach? s.54).